# رودلف ماير (ملاكم)
رودلف ماير (1939 - ) هو ملاكم سويسري.

## وصلات خارجية
- رودلف ماير على موقع أوليمبيديا (الإنجليزية)